# Giant Silva
Paulo César da Silva, bedre kendt som Giant Silva, (født 21. Juli 1963 i Anapolis) er en brasiliansk wrestler, som er kendt for sit store udseende. Giant Silva er hans bryder-navn, og han optræder mest på aftalt spil. Han er langhåret og muskuløs og bor i Anapolis. 